# Anthrax leucomalla
Anthrax leucomalla är en tvåvingeart som först beskrevs av Philippi 1865.  Anthrax leucomalla ingår i släktet Anthrax och familjen svävflugor. Inga underarter finns listade i Catalogue of Life.